# 合江门
合江门，位于中国四川省宜宾市翠屏区，是金沙江、岷江汇流形成长江的起点，素有“万里长江第一门”之称。作为明代古城墙遗址与三江口地理标志，这里既是宜宾城市发展的历史见证，也是长江文化的重要载体。其名源于明洪武六年（1373年）修筑的宜宾石城六门之一“东偏南名合江门”。虽历经战乱已无实体城门，但“三江吻月”的奇观与千年码头文化仍使其成为长江上游最具人文魅力的地标之一。

## 地理与命名
合江门地处宜宾主城区东侧，金沙江与岷江在此相拥形成长江干流，地理坐标被确定为“长江零公里”起点。明代地理学家曹学佺在《蜀中广记》中描述此处“江流如带，三水争衡”，生动呈现了水势交汇的壮景。左岸岷江水色如黛，娴静温柔；右岸金沙江浪涌泛黄，粗犷奔放——两江泾渭分明的色彩碰撞，被当地人诗意地比喻为“窈窕淑女遇铁血儿男”。清康熙年间《宜宾县志》载：“合江者，合岷、金沙二水为长江也”，其名既指向地理特征，也暗含“合并江湖，通向世界”的开放寓意。

## 历史沿革
合江门的历史可追溯至西汉高后六年（前182年），当时修筑的戎州土城墙已在此设防。明洪武六年（1373年），朝廷扩建宜宾石城，周长达1087丈，设六门，其中东偏南门正式定名“合江门”。明末清初，张献忠起义军与清军在此激战，城墙屡遭破坏，至崇祯十七年（1644年）城门已荡然无存。清顺治二年（1645年），明将樊一蘅收复宜宾时，史载“城为一空”，合江门仅存地名。
作为古代南方丝绸之路的重要节点，合江门码头自明代起便是川滇黔物资集散地。湖广移民在此修建的禹王宫与夹镜楼，成为商帮文化象征。夹镜楼三层木构飞檐，登临可览“双江夜月”奇景，与“双龙飞控”石牌坊并称宜宾八景之二。晚清时期，合江门外爆发“宜宾教案”，现存教堂遗址记录着中西文化碰撞的波澜。